# Édouard d'Anhalt (né en 1941)
Eduard Julius Ernst August Erdmann d'Anhalt (né le 3 décembre 1941) est l'actuel chef de la maison d'Ascanie et le duc titulaire d'Anhalt depuis 1963.

## Biographie
Édouard est né au château de Ballenstedt, dans l'actuel land de Saxe-Anhalt. C'est le plus jeune des cinq enfants du dernier duc régnant d'Anhalt, Joachim-Ernest, et de sa seconde épouse Editha Marwitz von Stephani.
Le 9 octobre 1963, son frère aîné, Frédéric, meurt sans enfant dans un accident de voiture. Édouard utilise alors le titre de Prince d'Anhalt,, mais certains le désignent par le titre de duc d'Anhalt. La succession d'Édouard et de son frère est contestée par leur oncle le prince Eugène qui revendique également la direction de la maison après la mort du duc Joachim-Ernest,. La mort sans descendance masculine en 1980 du prince Eugène laisse le prince Édouard seul prétendant à la direction de la maison.
Édouard vit aux États-Unis pendant plusieurs années, occupant plusieurs postes dans la vente au détail, avant de retourner en Allemagne en 1967. Il est journaliste et chroniqueur pour de nombreux magazines allemands. Il animé également une émission télévisée Adel verpflichet (Noblesse oblige) pour RTL Television. Par la suite, il devient un commentateur régulier de la télévision allemande pour les événements royaux.
En 1978, Édouard écrit un livre sur les traditions de sa famille, Askanische Sagen Über die Entstehung der Deutschen (en anglais : Ascanian Legends About the Origins of the Germans). Une édition révisée et augmentée du livre intitulée Sagenhaftes Askanien : Geschichten und Legenden (en anglais : Incredible Ascania, Stories and Legends) a été publiée en 2004.
Il est vice-président de la Société des Amis du redémarrage de l'Almanach de Gotha.
En raison de l'incarcération de son père dans un camp de concentration de 1938 à 1944, la paternité d'Édouard est remise en question[page à préciser]. En 1990, sa sœur aînée, la princesse Marie-Antoinette (appelée Alexandra), le qualifie de « demi-frère » devant la presse et affirme que son père est Heinrich Himmler. Edouard répond en indiquant qu'il s'agit simplement d'un différend entre frères et sœurs et qu'elle souhaite salir son nom.
En avril 1990, Édouard revendique le château de Ballenstedt (de), une ancienne propriété familiale confisquée par les autorités communistes d'Allemagne de l'Est après la Seconde Guerre mondiale. Il échoue et il y a de longs conflits administratifs, bien que les relations avec l'administration municipale de Ballenstedt se soient améliorées par la suite,.
Après une longue bataille juridique avec l'administration municipale, qui a insisté sur le premier refus, Édouard réussit en mai 2000 à acheter pour 400 000 DM une autre propriété familiale qui avait été confisquée. Il s'agit du petit mais historique pavillon de chasse néoclassique en forme de dôme, Röhrkopf, construit en 1770, qui se trouve dans l'ancien parc du château de Ballenstedt. C'est aujourd'hui le siège de la famille et trois appartements de vacances en location générale ont été construits dans son jardin. La peur d'une animosité persistante envers la famille, notamment sur les questions de restitution, empêche ses enfants de s'installer à Anhalt, même si après son divorce, sa femme achète une maison à Dessau et travaille pour promouvoir la région.
Une difficulté pour Édouard a été les adultes adoptés (en) par sa tante, la princesse Marie-Auguste d'Anhalt. Adoptés pour des raisons présumées monétaires, et se prétendant princes d'Anhalt, ils sont estimés à 35 personnes. En dehors de l'Allemagne, le plus notable des adoptés est Frédéric von Anhalt (né Hans Lichtenberg), le dernier mari de l'actrice Zsa Zsa Gabor. En 2010, Édouard publie une déclaration réaffirmant que ces personnes ne seraient jamais officiellement reconnues par la famille comme membres de la maison d'Ascanie.
Édouard attire l'attention internationale en août 2010 lorsqu'il affirme avoir connaissance des fiançailles de son cousin éloigné, le prince William de Galles, avec Catherine Middleton. Bien qu'un porte-parole de la famille royale britannique ait nié les affirmations d'Édouard, les fiançailles ont bel et bien été annoncées quelques mois plus tard.

## Mariage et enfants
Le 21 juillet 1980, à Munich, Édouard épouse Corinne Gisa Elisabeth Krönlein (née le 19 août 1961 à Wurtzbourg), fille de Günther Krönlein (un parent du missionnaire rhénan Johann Georg Krönlein) et de sa femme Anneliese Benz, lors d'une cérémonie civile. Le couple a renouvelé ses vœux lors d'une cérémonie religieuse le 7 juin 1986 à S-charl (en), près de Scuol, en Suisse. Ils divorcent en 2014. Ils ont trois filles :
- Julia Katharina Elisabeth (née le 14 décembre 1980 à Bad Tölz) épouse le 12 juillet 2008 Marc Bernath (zu Bernathfalva), enregistré légalement sous le nom de "Marc Prinz von Anhalt" :
  - Julius Maxime Laszlo Prinz von Anhalt[21] (né le 21 décembre 2010 à Munich)[3]
- Julia Eilika Nicole (née le 1er janvier 1985 à Munich), a un fils et une fille avec son partenaire Fabian Harte[3]:
  - Léopold (né en 2011)
  - Julia Philine (née en 2013)
- Julia Felicitas Leopoldine Friederike Franziska (née le 14 mai 1993 à Munich)

## Succession
Édouard est le dernier descendant mâle légitime de ce qui est considéré comme la maison d'Ascanie, elle-même issue de la dynastie saxonne Billung. Si Édouard meurt sans descendance masculine, la maison pourrait être considérée comme éteinte. La lignée masculine des Ascaniens survit cependant chez les comtes von Westarp (es), descendants du prince Frédéric d'Anhalt-Bernbourg-Schaumbourg-Hoym et de son épouse morganatique Karoline Westarp, et chez les comtes von Waldersee qui descendent du comte Franz von Waldersee (1763-1823), fils illégitime de Léopold III, duc d'Anhalt-Dessau (1740-1817) et de sa maîtresse Eleonore Hofmeyer (1739-1816). En 2010, Édouard modifie les règles de succession de la maison d'Ascanie, abolissant les lois saliques ou semi-saliques. En conséquence, sa fille aînée est reconnue comme son héritière et le genre du successeur n’a désormais plus d’importance dans la succession dynastique.

## Honneurs

### Ordres dynastiques
- Maison d'Ascanie : Souverain Chevalier Grand-Croix avec Collier de l'Ordre d'Albert l'Ours [22],[23]
- Maison de Bourbon-Siciles : Baillis grand-croix de justice et d'honneur avec collier de l'Ordre sacré et militaire constantinien de Saint-Georges [24]

### Récompenses internationales
Médaille commémorative de l'Arbre de la Paix (en) dans une classe spéciale avec rubis (Médaille № 042). Prix international de la paix décerné par l'organisation non gouvernementale slovaque Servare et Manere,.

## Ascendance
|  |                                           |  |  |  |  |  |  |  |  |  |  |  |  |  |  |  |
|  | 16. Léopold IV d'Anhalt                   |  |  |  |  |  |  |  |  |  |  |  |  |  |  |  |
|  |                                           |  |  |  |  |  |  |  |  |  |  |  |  |  |  |  |
|  |                                           |  |  |  |  |  |  |  |  |  |  |  |  |  |  |  |
|  | 8. Frédéric Ier d'Anhalt                  |  |  |  |  |  |  |  |  |  |  |  |  |  |  |  |
|  |                                           |  |  |  |  |  |  |  |  |  |  |  |  |  |  |  |
|  |                                           |  |  |  |  |  |  |  |  |  |  |  |  |  |  |  |
|  | 17. Frédérique-Wilhelmine de Prusse       |  |  |  |  |  |  |  |  |  |  |  |  |  |  |  |
|  |                                           |  |  |  |  |  |  |  |  |  |  |  |  |  |  |  |
|  |                                           |  |  |  |  |  |  |  |  |  |  |  |  |  |  |  |
|  | 4. Édouard d'Anhalt                       |  |  |  |  |  |  |  |  |  |  |  |  |  |  |  |
|  |                                           |  |  |  |  |  |  |  |  |  |  |  |  |  |  |  |
|  |                                           |  |  |  |  |  |  |  |  |  |  |  |  |  |  |  |
|  | 18. Édouard de Saxe-Altenbourg            |  |  |  |  |  |  |  |  |  |  |  |  |  |  |  |
|  |                                           |  |  |  |  |  |  |  |  |  |  |  |  |  |  |  |
|  |                                           |  |  |  |  |  |  |  |  |  |  |  |  |  |  |  |
|  | 9. Antoinette de Saxe-Altenbourg          |  |  |  |  |  |  |  |  |  |  |  |  |  |  |  |
|  |                                           |  |  |  |  |  |  |  |  |  |  |  |  |  |  |  |
|  |                                           |  |  |  |  |  |  |  |  |  |  |  |  |  |  |  |
|  | 19. Amélie de Hohenzollern-Sigmaringen    |  |  |  |  |  |  |  |  |  |  |  |  |  |  |  |
|  |                                           |  |  |  |  |  |  |  |  |  |  |  |  |  |  |  |
|  |                                           |  |  |  |  |  |  |  |  |  |  |  |  |  |  |  |
|  | 2. Joachim-Ernest d'Anhalt                |  |  |  |  |  |  |  |  |  |  |  |  |  |  |  |
|  |                                           |  |  |  |  |  |  |  |  |  |  |  |  |  |  |  |
|  |                                           |  |  |  |  |  |  |  |  |  |  |  |  |  |  |  |
|  | 20. Georges de Saxe-Altenbourg            |  |  |  |  |  |  |  |  |  |  |  |  |  |  |  |
|  |                                           |  |  |  |  |  |  |  |  |  |  |  |  |  |  |  |
|  |                                           |  |  |  |  |  |  |  |  |  |  |  |  |  |  |  |
|  | 10. Maurice-François de Saxe-Altenbourg   |  |  |  |  |  |  |  |  |  |  |  |  |  |  |  |
|  |                                           |  |  |  |  |  |  |  |  |  |  |  |  |  |  |  |
|  |                                           |  |  |  |  |  |  |  |  |  |  |  |  |  |  |  |
|  | 21. Marie-Louise de Mecklembourg-Schwerin |  |  |  |  |  |  |  |  |  |  |  |  |  |  |  |
|  |                                           |  |  |  |  |  |  |  |  |  |  |  |  |  |  |  |
|  |                                           |  |  |  |  |  |  |  |  |  |  |  |  |  |  |  |
|  | 5. Louise-Charlotte de Saxe-Altenbourg    |  |  |  |  |  |  |  |  |  |  |  |  |  |  |  |
|  |                                           |  |  |  |  |  |  |  |  |  |  |  |  |  |  |  |
|  |                                           |  |  |  |  |  |  |  |  |  |  |  |  |  |  |  |
|  | 22. Bernard II de Saxe-Meiningen          |  |  |  |  |  |  |  |  |  |  |  |  |  |  |  |
|  |                                           |  |  |  |  |  |  |  |  |  |  |  |  |  |  |  |
|  |                                           |  |  |  |  |  |  |  |  |  |  |  |  |  |  |  |
|  | 11. Augusta de Saxe-Meiningen             |  |  |  |  |  |  |  |  |  |  |  |  |  |  |  |
|  |                                           |  |  |  |  |  |  |  |  |  |  |  |  |  |  |  |
|  |                                           |  |  |  |  |  |  |  |  |  |  |  |  |  |  |  |
|  | 23. Marie-Frédérique de Hesse-Cassel      |  |  |  |  |  |  |  |  |  |  |  |  |  |  |  |
|  |                                           |  |  |  |  |  |  |  |  |  |  |  |  |  |  |  |
|  |                                           |  |  |  |  |  |  |  |  |  |  |  |  |  |  |  |
|  | 1. Édouard d'Anhalt                       |  |  |  |  |  |  |  |  |  |  |  |  |  |  |  |
|  |                                           |  |  |  |  |  |  |  |  |  |  |  |  |  |  |  |
|  |                                           |  |  |  |  |  |  |  |  |  |  |  |  |  |  |  |
|  | 6. Wilhelm Horn                           |  |  |  |  |  |  |  |  |  |  |  |  |  |  |  |
|  |                                           |  |  |  |  |  |  |  |  |  |  |  |  |  |  |  |
|  |                                           |  |  |  |  |  |  |  |  |  |  |  |  |  |  |  |
|  | 3. Editha Marwitz von Stephani            |  |  |  |  |  |  |  |  |  |  |  |  |  |  |  |
|  |                                           |  |  |  |  |  |  |  |  |  |  |  |  |  |  |  |
|  |                                           |  |  |  |  |  |  |  |  |  |  |  |  |  |  |  |
|  | 7. Irmgard Klara Franziska Marwitz        |  |  |  |  |  |  |  |  |  |  |  |  |  |  |  |
|  |                                           |  |  |  |  |  |  |  |  |  |  |  |  |  |  |  |
|  |                                           |  |  |  |  |  |  |  |  |  |  |  |  |  |  |  |